# Агджабеди
Агджабеди́ (азерб. Ağcabədi) — город в Азербайджане, административный центр Агджабединского района.

## История
Название поселения Агджабади упоминается в источниках впервые в 1593 году.
1 сентября 1959 года Агджабеди получил статус посёлка городского типа. В 1962 году посёлок был преобразован в город.
До 44-дневной войны город находился в прифронтовой зоне.

## Общие сведения
Город расположен на Кура-Араксинской низменности, в 45 км к востоку от железнодорожной станции «Агдам».
На 1989 год население составляло 25 тысяч. На 2009 год — 38 672 жителей.
3 июня 2020 года открыт центр службы «ASAN». Строительство центра осуществлялось с апреля 2018 года.

## Экономика
В городе в основном занимаются сельским хозяйством. В Агджабеди есть маслосырозавод, авторемонтный завод.
Действует Агджабединский зерновой агропарк площадью 3 000 гектар. В агропарке выращивается ячмень, пшеница, кукуруза, хлопок, подсолнечник. Функционирует миндальный сад. Парк орошается из Карабахского оросительного канала.
В парке действуют кормовой завод мощностью 150 тонн в сутки. В парке 20 тракторов и комбайнов, а также 86 агрегатов.

## Инфраструктура
На улице 20 января планируется создание парка.

### Водоснабжение
3 июня 2020 года после реконструкции сдана в строй система снабжения питьевой водой. Источником обеспечения водой города являются подземные воды. Действует 14 субартезианских скважин. Построены магистральный водопровод и 2 водохранилища по вместимостью 10 000 м3 каждое.
Для 8 500 домов проложены линии водоснабжения протяжённостью 350 км.

### Энергетика
Действует 330-киловольтная подстанция «Агджабеди».
В 1980-х годах была построена 110/35/10-киловольтная электрическая подстанция мощностью 103 мегавольт-ампера. В 2021 году подстанция была реконструирована, и 13 февраля 2022 года введена в строй. После реконструкции мощность подстанции составила 126 мегавольт-ампер.

## Города-побратимы
- Батуми, Грузия
- Москва, Россия
- Ризе, Турция